# Jerzy Kamonas
Jerzy Kamonas (grec.  Γρηγόριος Καμωνάς, zm. ok. 1253) – książę Albanii (archont Kruji) w latach 1216-ok. 1253. 

## Życiorys
Pochodził z rodu Arianitów. Był z pochodzenia Grekiem. Demetriusz Chomatian wymienia go jako sebastosa. 
Jego pierwszą żoną była nieznana z imienia córka Jana Progoni. Następnie poślubił wdowę po Demetriuszu Progoni Komnenę córkę wielkiego żupana Serbii Stefana Nemanii. Otrzymał od władcy Epiru godność sewatokratora oraz funkcję archonta Kruji. Jego następcą był Gulam, który poślubił też jego córkę. 